# Volker Sondershausen
Volker Sondershausen (* 25. April 1963 in Berlin) ist ein deutscher Musiker.
Er studierte Musik an der HdK, Berlin. Seit 1997 ist er der Bühnenpartner von Désirée Nick.  Darüber hinaus war er von 2001 bis 2003 Pianist und Korrepetitor in verschiedenen Produktionen der Neuköllner Oper, so beispielsweise in den Stücken Die Krötzkes kommen und Die Krötzkes sind drin. 
Seit 2005 ist er Musikalischer Leiter und Pianist bei der Revue Les Belles Immortelles – Divas sind für Immer. 
Seit 2006 arbeitet er mit Frank Sandmann in den Singcoms Gayromeo ist schuld und Kürzer als Du denkst zusammen. 
Zuletzt arbeitete er als Musikalischer Leiter für die Produktion Zarah siebenundvierzig von Peter Lund im Berliner Theater O-TonArt mit T. C. Jakob in der Titelrolle.

## Bühnenprogramme
- Die Krötzkes kommen (Peter Lund /Niclas Ramdohr), Neuköllner Oper, Berlin
- Die Krötzkes sind drin (Peter Lund /Niclas Ramdohr), Neuköllner Oper, Berlin
- No Sex (Peter Lund/Niclas Ramdohr) im KAMA-Theater, Berlin
- Nero Kaiserkind im Theater des Westens, Berlin
- Perlen vor die Säue (Peter Lund), mit Sabine Schwarzlose
- An evening with... Marlene D.(Marlene-Dietrich-Abend), mit Sabine Schwarzlose
- Divas sind für immer(Les Belles Immortelles), mit Anna Bolk, Ilona Nymoen, Sabine Schwarzlose
- Gayromeo Ist Schuld, mit Frank Sandmann
- Kürzer als Du denkst, mit Frank Sandmann
- Zarah siebenundvierzig (Peter Lund), in der Titelrolle T.C. Jakob, Theater O-TonArt, Berlin